# Драган Стојковић Босанац
Драган Стојковић Босанац (Сарајево, 2. децембар 1953) српски и босанскохерцеговачки је хармоникаш, композитор и аранжер.

## Биографија
Драган Стојковић познатији под надимком Босанац, рођен је у Сарајеву где је провео и мали део детињства. Одрастао је у Коњицу, иначе је родом из Србије, отац му је из Лесковца а мајка из Шапца. Завршио је гимназију и основну музичку школу. Од малих ногу је заволео хармонику која му је стицајем околности донела славу средином осамдесетих. Ожењен је супругом Дуњом са којом има сина Александра и кћерку Александру.
Средином осамдесетих, Драган Стојковић је са својим оркестром сарађивао са многим именима наше естраде, као што су: Бора Дрљача, Љуба Лукић, Ферид Авдић, Халид Бешлић, Ана Бекута, Милош Бојанић и многи други.
Скоро читаву деценију уназад, активан је био као члан жирија у популарном такмичењу „Звезде Гранда”, а упоредо са том формом ангажмана, Драган је и даље активан као композитор, као хармоникаш и аутор музичких аранжмана. 2025. године, након 19. сезоне, напустио је Звезде Гранда и прешао је у Пинкове звезде.